# L'Épouse
L’Épouse est une nouvelle d’Anton Tchekhov, parue en 1895.

## Historique
L’ Épouse est initialement publiée dans la revue russe Le Recueil de l’association des amateurs de littérature russe de 1895.

## Résumé
Il est minuit. Le docteur attend Olga, sa femme, qui devrait rentrer au petit matin. En l’attendant, il fouille dans ses affaires et trouve un télégramme en anglais envoyé de Monte-Carlo par un certain Michel. 
Il est marié depuis sept années avec Olga et, à maintes reprises, il a eu les preuves de son infidélité. Il se rappelle que ce Michel leur avait été présenté il y a dix-huit mois. Peu après, sa femme avait commencé à rentrer à l’aube et lui avait demandé son passeport. Olga ne lui a amené que des malheurs, des dettes. La maladie maintenant ! Avec ce début de tuberculose qu’on lui a diagnostiqué, il n’en peut plus.
Quand elle rentre à cinq heures du matin, il lui propose le divorce. Elle refuse. Elle veut juste son passeport pour aller rejoindre un temps son amant. Elle ne veut pas perdre sa position sociale. Elle sait trop bien que son amant la laissera tomber dans un an.

## Extraits
- « Je te libère de l’obligation de feindre et de mentir. Si tu aimes cet homme, aime-le ; si tu veux aller le rejoindre à l’étranger, vas-y. Tu es jeune, en bonne santé, moi je suis déjà impotent, il ne me reste pas longtemps à vivre, bref… tu me comprends. »

## Édition française
- L’Epouse, traduit par Édouard Parayre, révision de Lily Dennis, éditions Gallimard,Bibliothèque de la Pléiade,  1971  (ISBN 2 07 0106 28 4).